# Горизонт частиц
Горизонт частиц (также называемый космологическим горизонтом, сопутствующим горизонтом (в тексте Додельсона) или горизонтом космического света) — максимальное расстояние, с которого свет от частицы мог бы пройти до наблюдателя за время возраста Вселенной. Подобно концепции земного горизонта, он представляет собой границу между наблюдаемыми и ненаблюдаемыми областями Вселенной, поэтому расстояние до него в настоящую эпоху определяет размер наблюдаемой вселенной. Из-за расширения Вселенной это не просто возраст Вселенной, умноженный на скорость света (приблизительно 13,8 миллиарда световых лет), а скорее скорость света, умноженная на конформное время. Существование, свойства и значение космологического горизонта зависят от конкретной космологической модели.

## Конформное время и горизонт частиц
В терминах сопутствующего расстояния горизонт частицы равен конформному времени {\displaystyle \eta }, прошедшему после Большого взрыва, умноженному на скорость света {\displaystyle c}. В общем случае, конформное время в определённое время {\displaystyle t} определяется выражением:
{\displaystyle \eta =\int _{0}^{t}{\frac {dt'}{a(t')}}~,}
где:
{\displaystyle a(t)} — масштабный коэффициент в метрике Фридмана — Леметра — Робертсона — Уокера.
Примем, что Большой взрыв произошёл в {\displaystyle t=0}. Пусть нижний индекс 0 означает сегодня, тогда конформное время сегодня:
{\displaystyle \eta (t_{0})=\eta _{0}=1.48\times 10^{18}{\text{ s}}~.}
Конформное время — это не возраст вселенной, конформное время — это количество времени, которое потребуется фотону, чтобы пройти от того места, где мы находимся, до самого дальнего наблюдаемого расстояния при условии, что Вселенная прекратит расширяться. Таким образом, {\displaystyle \eta _{0}} не является физически значимым временем (на самом деле это время ещё не наступило), хотя, как будет показано дальше, горизонт частиц, с которым он связан, является концептуально значимым расстоянием.
Горизонт частиц постоянно уменьшается с течением времени, а конформное время растёт. Таким образом, наблюдаемый размер Вселенной всегда увеличивается. Поскольку правильное расстояние до горизонта частицы в данный момент времени — это просто сопутствующее расстояние, умноженное на масштабный коэффициент (с сопутствующим расстоянием обычно определяется как равное надлежащему расстоянию в настоящее время, поэтому {\displaystyle a(t_{0})=1} в настоящее время), то в момент времени {\displaystyle t} оно даётся выражением:
{\displaystyle a(t)H_{p}(t)=a(t)\int _{0}^{t}{\frac {c\,dt'}{a(t')}}}
и на сегодня, то есть при {\displaystyle t=t_{0}}:
{\displaystyle H_{p}(t_{0})=c\eta _{0}=14.4} Гпк {\displaystyle =46.9} миллиарда световых лет.

## Эволюция горизонта частиц
В контексте космологической модели ФЛРУ Вселенная может быть аппроксимирована как состоящая из невзаимодействующих компонентов, каждая из которых представляет собой идеальную жидкость с плотностью {\displaystyle \rho _{i}}, парциальным давлением {\displaystyle p_{i}} и уравнением состояния {\displaystyle p_{i}=\omega _{i}\rho _{i}}, так что они складываются в общую плотность {\displaystyle \rho } и полное давление {\displaystyle p}. Определим следующие функции:
- Функция Хаббла {\displaystyle H={\frac {\dot {a}}{a}}}
- Критическая плотность {\displaystyle \rho _{c}={\frac {3}{8\pi G}}H^{2}}
- Безразмерная i-я плотность энергии {\displaystyle \Omega _{i}={\frac {\rho _{i}}{\rho _{c}}}}
- Безразмерная плотность энергии {\displaystyle \Omega ={\frac {\rho }{\rho _{c}}}=\sum \Omega _{i}}
- Красное смещение {\displaystyle z}, заданное формулой {\displaystyle 1+z={\frac {a_{0}}{a(t)}}}

Далее любая функция с нулевым индексом обозначает функцию, вычисляемую в настоящее время {\displaystyle t_{0}} (или что эквивалентно {\displaystyle z=0}). Последний член примем равным {\displaystyle 1}, включая уравнение состояния кривизны. Можно доказать, что функция Хаббла задаётся формулой:
{\displaystyle H(z)=H_{0}{\sqrt {\sum \Omega _{i0}(1+z)^{n_{i}}}}~,}
где:
{\displaystyle n_{i}=3(1+\omega _{i})~.}
Здесь добавление распространяется на все возможные частичные составляющие, и, в частности, их может быть счётно бесконечно много. В этих обозначениях имеем:
Горизонт частиц {\displaystyle H_{p}} существует тогда и только тогда, когда {\displaystyle N>2},
где:
{\displaystyle N} — наибольшее {\displaystyle n_{i}} (возможно, бесконечное).
Эволюция горизонта частиц для расширяющейся Вселенной ({\displaystyle {\dot {a}}>0}):
{\displaystyle {\frac {dH_{p}}{dt}}=H_{p}(z)H(z)+c~,}
где:
{\displaystyle c} — скорость света и может быть принята равной {\displaystyle 1} (натуральная единица).
Здесь производная берётся по времени ФЛРУ {\displaystyle t}, в то время как функции оцениваются по красному смещению {\displaystyle z}, которые связаны, как указано ранее. Существует аналогичный, но немного другой результат для горизонта событий.

## Проблема горизонта
Концепция горизонта частиц может быть использована для иллюстрации известной проблемы горизонта, которая является нерешённой проблемой, связанной с моделью Большого взрыва. Экстраполируя назад ко времени рекомбинации, когда излучался космический микроволновый фон (КМФ), получим горизонт частиц примерно равным:
{\displaystyle H_{p}(t_{\text{КМ Ф}})=c\eta _{\text{КМ Ф}}=284} Мпк {\displaystyle =8.9\times 10^{-3}H_{p}(t_{0})~,}
что соответствует надлежащему размеру на тот момент:
{\displaystyle a_{\text{КМ Ф}}H_{p}(t_{\text{КМ Ф}})=261} Кпк
Поскольку наблюдаемое реликтовое излучение в основном излучается из современного горизонта частиц ({\displaystyle 284} Мпк {\displaystyle \ll 14.4} Гпк), вправе ожидать, что части космического микроволнового фона (реликтового излучения), которые на небе разделены долей большого круга примерно равной:
{\displaystyle f={\frac {H_{p}(t_{\text{КМ Ф}})}{H_{p}(t_{0})}}}
(угловой размер {\displaystyle \theta \sim 1.7^{\circ }}) должны быть вне причинного контакта друг с другом. То, что всё реликтовое излучение находится в тепловом равновесии и хорошо аппроксимирует чёрное тело, не объясняется стандартными описаниями того, как происходит расширение Вселенной. Самым популярным решением этой проблемы является космическая инфляция.